# Богданка (зупинний пункт)
Богданка — зупинний пункт Південно-Західної залізниці. Розташована біля села Богданка. Відкрита 1974 року. З'єднує станцію Терещенська зі станцією Семенівка.
Через станцію курсують дизельні потяги за напрямками: Новгород-Сіверський — Терещенська та Семенівка — Терещенська.